# En el Dniéper

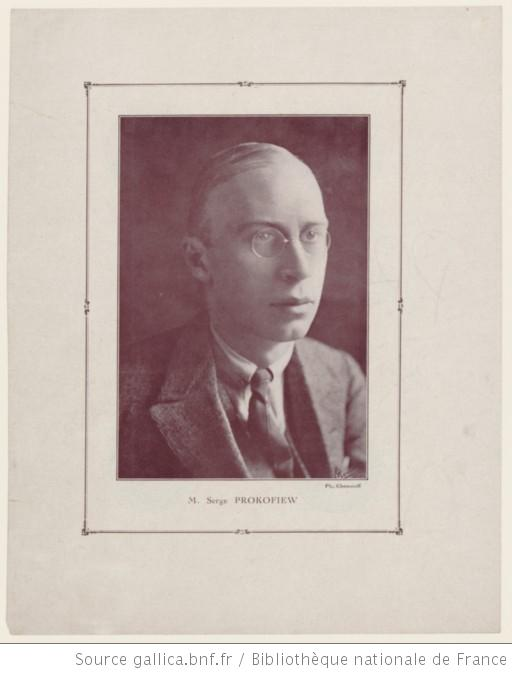
Choumoff - Serguéi Prokófiev cuando residía en París

En el Dniéper (На Днепре), op. 51, es un ballet en dos escenas con preludio y epílogo de Serguéi Prokófiev. Compuesto en 1931como su cuarta obra en el género, fue el resultado de un encargo del Ballet de la Ópera Nacional de París tras la inesperada muerte en 1929 del coreógrafo de los Ballets Rusos Sergei Diaghilev y tras el éxito de El hijo pródigo. El estreno tuvo lugar en 1932 y un año más tarde, Prokófiev extrajo una suite orquestal de la obra, el op. 51 bis, utilizando seis de sus doce movimientos.

## Historia

### Composición

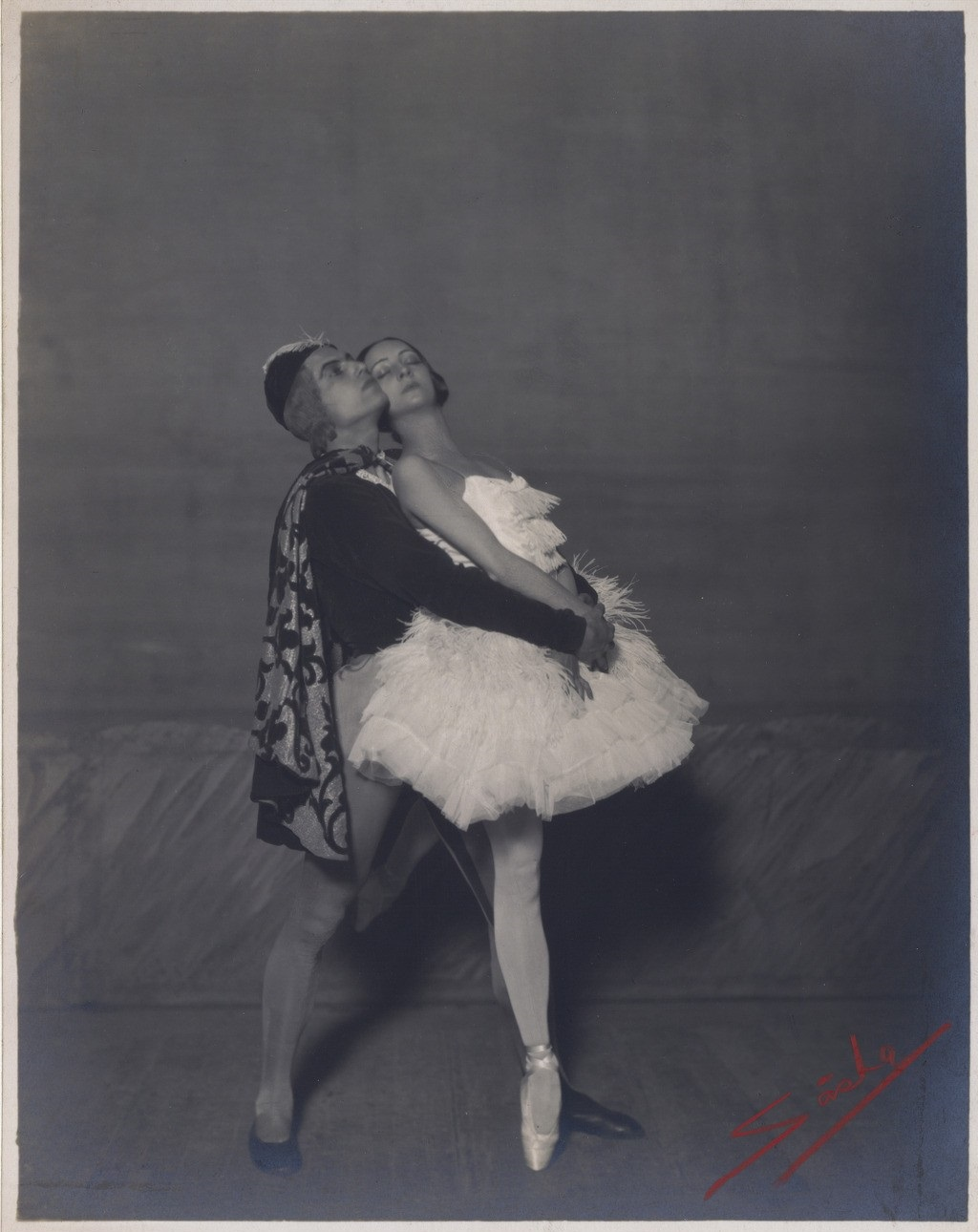
Le lac des cygnes - Serge Lifar et Olga Spessivtzeva en tenue de scène (photographie de Sasha) 1929

Sergei Diaghilev, el empresario que había llevado a los Ballets Rusos a un éxito extraordinario, murió repentinamente en 1929, poniendo fin a la colaboración de Prokófiev con su compañía. El hijo pródigo fue la última colaboración de ellos. Al ver el éxito de la obra, la Ópera de París encargó a Prokófiev que escribiera otro ballet. Serge Lifar, antiguo colaborador cercano de Diaghilev, se encargó de crear la escenografía y la coreografía. Sin embargo, no le dio ninguna importancia al argumento. Más bien, el ballet fue planteado como una secuencia de danzas. En el Dnieper fue el resultado de esta colaboración.
Lifar, en su libro La danse de 1965, dijo que se había sentido decepcionado con la partitura de Prokófiev. Lifar afirmó haberse inspirado en las danzas folclóricas rusas, pero reconoce que los críticos encontraron su propia coreografía como insuficientemente rusa.
Los preparativos para el ballet estuvieron marcados por la repentina retirada de Olga Spessivtseva, que debía haber asumido el principal papel femenino. Spessivsteva había tenido una serie continuada de éxitos con Lifar en el Ballet de la Ópera de París (Prometeo, Giselle) y tenía sentimientos no correspondidos por él. En su libro Las tres gracias: Anna Pavlova, Tamara Karsavina, Olga Spessivtseva (1959), Lifar describe cómo su situación personal llegó a un punto crítico durante los ensayos. "Las dos heroínas de este ballet se llamaban Natasha y Olga, como las propias bailarinas. Ya he mencionado antes la amistad que había surgido en ese momento entre Natasha P... [Natalie Paley] y yo. Fue, por lo tanto, tal vez un poco cruel dar estos nombres, Natasha y Olga, a las heroínas. Sea como fuere, el papel de Olga fue asignado a Spessivtseva y el papel masculino, Serguéi, lo interpreté yo mismo. La crisis llegó cuando durante los ensayos, Spessivtseva de repente se dio cuenta de que yo estaba en relación con Natasha y encontraría la felicidad con ella, mientras que el papel principal y, desde el punto de vista coreográfico, el más importante le había sido asignado a ella, Olga. Esta crisis, como siempre en ella, se desarrolló a la velocidad del rayo. Justo cuando yo había anunciado en el ensayo que comenzaría mi pas de deux tendre con Natasha, Olga Spessivtseva de repente corrió hacia la ventana para saltar al vacío. De un salto la alcancé, pero en ese momento ella ya la había superado. Sólo logré agarrar su brazo. Mi pianista Leonide Gontcharov, que me pisaba los talones, acudió en mi ayuda. Olga colgaba suspendida de nuestros brazos, a diez metros por encima de la plaza Charles-Garnier. Con gran dificultad logramos arrastrarla hacia adentro. Ella luchaba, mordía y arañaba en un esfuerzo por liberarse... Al día siguiente no apareció en el ensayo, pero me envió un mensaje informando de que había abandonado el ballet de la Ópera para siempre".

### Estreno
El ballet se estrenó el 16 de diciembre de 1932, pero resultó ser un fracaso, especialmente porque los críticos esperaban una obra de carácter similar a El hijo pródigo. Como Prokófiev partió hacia Estados Unidos al día siguiente, no se dio cuenta de las críticas decepcionantes. El ballet fue retirado del escenario después de algunas representaciones, aunque Stravinsky y Milhaud elogiaron calurosamente la música después del estreno. Posteriormente, Prokófiev extrajo una suite orquestal del ballet (como hizo con sus otras obras escénicas) como su op. 51a.

### Renacimiento
En 2009, Alexei Ratmansky coreografió nuevamente la partitura de Prokófiev para el American Ballet Theatre. En su versión, Serguéi regresa a su pueblo y descubre que ya no ama a su novia, Natalia, sino que se siente atraído por Olga, que se casará con otro hombre. "Afligida por el dolor pero noble, Natalia ayuda desinteresadamente a los jóvenes amantes, Serguéi y Olga, a escapar juntos hacia una vida de felicidad". En el estreno de esta versión, Marcelo Gomes bailó el papel de Serguéi, Paloma Herrera el papel de Olga, Veronika Part el papel de Natalia y David Hallberg el papel del prometido de Olga.

## Argumento
Serguéi, un soldado del Ejército Rojo en la Primera Guerra Mundial, regresa a su pueblo en el Dnieper y descubre que ya no está enamorado de Natasha, que era su prometida. En cambio, ahora se enamora de Olga. Los padres de Olga pretenden que ella se case con otro hombre al que no ama. Los amigos de Serguéi y Olga se pelean. Serguéi cae, pero los amantes son salvados por la compasiva Natasha, que ayuda a la pareja a escapar del pueblo.
El ballet contiene 12 números, que duran alrededor de 40 minutos:
1. Preludio
2. Escena 1: La reunión
3. Escena 1: Escena de mimo
4. Escena 1: Paso de dos
5. Escena 1: Variación del Primer Bailarín
6. Escena 2: Compromiso
7. Escena 2: El baile del novio
8. Escena 2: El baile de la novia
9. Escena 2: Baile de hombres
10. Escena 2: La pelea
11. Escena 2: Escena de mimo
12. Epílogo

## Análisis
Prokófiev continuó desarrollando su línea de composición lírica en En el Dniéper, incluso más que en El hijo pródigo. Estos dos ballets líricos proporcionaron mucha experiencia al compositor, que estaba a punto de empezar a escribir su primer ballet en la tradición rusa: Romeo y Julieta.

## Grabaciones
| Orquesta                                                        | Director               | Compañía discográfica | Año de grabación | Formato |
| --------------------------------------------------------------- | ---------------------- | --------------------- | ---------------- | ------- |
| Capella Sinfónica Estatal de Rusia                              | Valeri Polyansky       | Chandos               | 2003             | CD      |
| WDR Sinfonieorchester Köln                                      | Michael Jurowski       | CPO                   | 1998             | CD      |
| Orquesta Sinfónica Estatal del Ministerio de Cultura de la URSS | Gennadi Rozhdestvensky | Melodiya              | 1982             | CD/LP   |

## Suite deEn el Dnieper
Suite de En el Dniéper, op. 51a, está destinada a conciertos sinfónicos y contiene 6 movimientos, con una duración de unos 20 minutos:
1. Preludio
2. Variación del primer bailarín
3. El compromiso
4. La disputa
5. Escena
6. Epílogo

## Grabaciones
| Año  | Director        | Orquesta                               | Discográfica | Formato |
| ---- | --------------- | -------------------------------------- | ------------ | ------- |
| 1994 | Theodore Kuchar | Orquesta Sinfónica Nacional de Ucrania | Naxos        | CD      |
| 2001 | James DePreist  | Orquesta Filarmónica de Montecarlo     | Koch         | CD      |